# Gumpert Apollo
Gumpert Apollo är en supersportbil producerad av Gumpert Sportwagenmanufaktur GmbH i Altenburg i Tyskland.
Bilen kan beställas med tre olika motorstyrkor:
- Apollo: 650 Hk
- Apollo Sport: 700 Hk
- Apollo Race: 800 Hk

Prestanda för 800 hk-versionen:
- 0–100 Km/h: 2.9s
- 0–200 Km/h: 8.8s
- Toppfart: 360 km/h